# 德勒斯登十字合唱團

德勒斯登十字合唱團标志

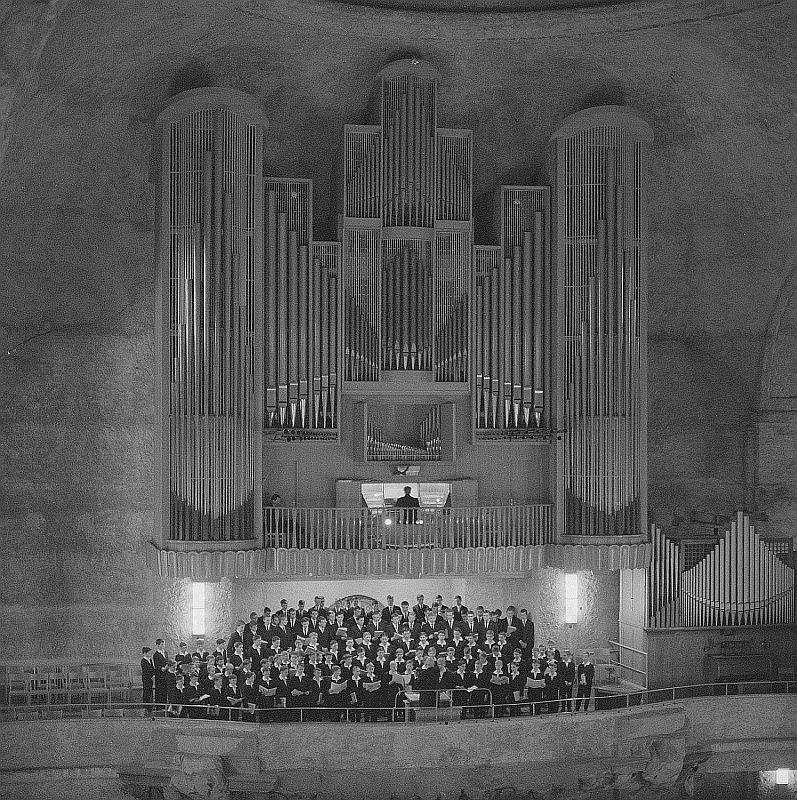
1963年的德勒斯登十字合唱團

德勒斯登十字合唱團（德語：Dresdner Kreuzchor）是德國最古老的童聲合唱團之一，至今已有700年的歷史。也是一個以清唱聞名的合唱團，他們的專輯大都十分安詳。卡尔·李希特以及男高音彼得·許萊爾都曾經是该合唱团傑出的團員。
該團以清唱作為標榜，最引人注目的也就是「人聲合唱」的地方，在毫無背景音樂下，該團用人聲充分的詮釋了不同樂器本來應有的功用，發揮了人類控制自己聲音的極限。

## 争议
十字合唱团在2013年10月首次访华巡演，取消演唱在德国可谓家喻户晓的民歌《思想是自由的》。这首歌表达了德国人对自由的渴望、对极权恐怖的唾弃与追求自决的向往，因此此举被指责“向威权政府下跪”。 

## 外部連結
- Sängerknaben!